# Myophonus melanurus
Tordo-assobiador-brilhante ou tordo-assobiador-de-samatra (Myophonus melanurus) é uma espécie de ave da família Turdidae.
É endémica da Indonésia.
Os seus habitats naturais são: regiões subtropicais ou tropicais húmidas de alta altitude.